# حديقة أميرجان

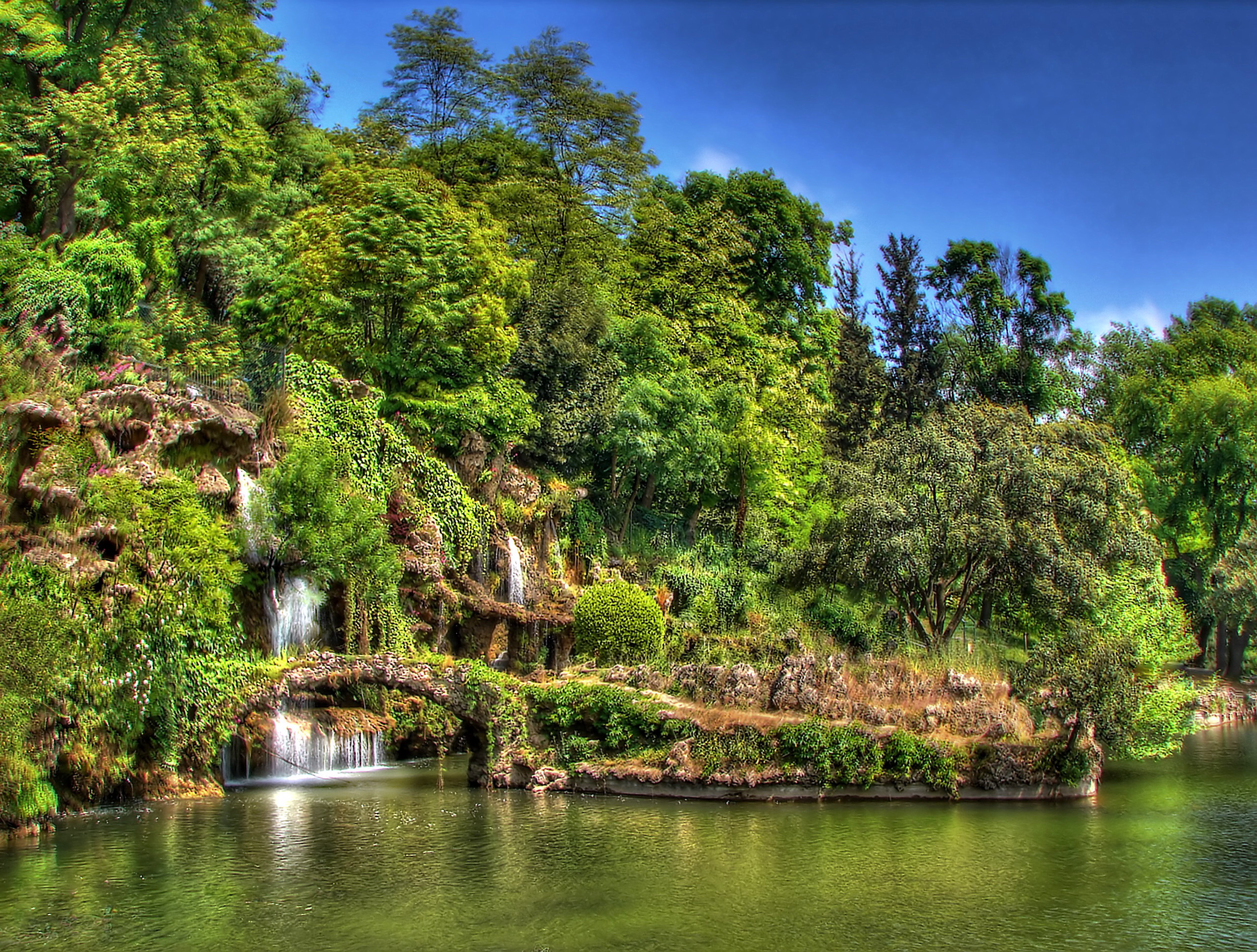
حديقة أميرجان

حديقة أميرجان هي حديقة تاريخيّة تقع في حيّ أميرجان في مدينة سيريرا في إسطنبول على الساحل الأوروبي من مضيق بوسفور، وهي أحد أكبر الحدائق العامة في مدينة إسطنبول، تمتد على مساحة 117 فدان (470000 متر مربع), ويُحيطها أسوار عالية، وتحتوي على أكثر من 120 نوع من الأشجار والنباتات النادرة.